# Isla Ann
Ann Island es una isla en el conjunto de islas Debenham, situada al sureste de Islote Bárbara, frente a la costa oeste de Tierra de Graham. Descubierta por la expedición británica de Graham , 1934-1937, bajo John Riddoch Rymill, y nombrada por él en honor a una hija de Frank Debenham, miembro del Comité Asesor BGLE.